# Nemichthys
Nemichthys is een geslacht van straalvinnige vissen uit de familie van langbekalen (Nemichthyidae). Het geslacht is voor het eerst wetenschappelijk beschreven in 1848 door Richardson.

## Soorten
De volgende soorten zijn bij het geslacht ingedeeld:
- Nemichthys curvirostris (Strömman, 1896)
- Nemichthys larseni (Nielsen & Smith, 1978)
- Nemichthys scolopaceus (Richardson, 1848)